# Like a Rolling Stone
Like a Rolling Stone is het lied dat Bob Dylan in één klap wereldberoemd maakte. Het verscheen voor het eerst 45-toerenplaatje op 20 juli 1965 in de Verenigde Staten, en was het openingslied voor zijn zesde langspeelplaat Highway 61 Revisited die in zijn geboorteland eind augustus van datzelfde jaar verscheen.
De single werd opgenomen op 15 en 16 juni, onder productie van Tom Wilson en met sessiemuzikanten onder wie Mike Bloomfield, Al Kooper, Paul Griffin en Bobby Gregg. Niet eerder was een liedje van meer dan zes minuten lang op een single uitgebracht en onder de eerste persingen bevinden er zich dan ook waarbij de eerste twee strofes op de A-kant en de laatste twee op de B-kant zijn gezet. Dylan grammofoonplatenmaatschappij (destijds CBS geheten) besloot pas tot de wereldwijde verspreiding ervan nadat lokale radiostations het waren begonnen te draaien en er uit het niets grote vraag ontstond. In 2004 werd het lied door het Amerikaanse muziektijdschrift Rolling Stone Magazine in zijn overzicht The 500 Greatest Songs Of All Time tot beste nummer ooit uitgeroepen. Op de herziene lijst uit 2021 prijkte het op de vierde plaats.
In 1995 scoorden The Rolling Stones een hit (10 in Nederland) met een live-uitvoering van het nummer.

## NPO Radio 2 Top 2000
| Nummer met noteringen in de NPO Radio 2 Top 2000 | '99 | '00 | '01 | '02 | '03 | '04 | '05 | '06 | '07 | '08 | '09 | '10 | '11 | '12 | '13 | '14 | '15 | '16 | '17 | '18 | '19 | '20 | '21 | '22  | '23  | '24  |
| ------------------------------------------------ | --- | --- | --- | --- | --- | --- | --- | --- | --- | --- | --- | --- | --- | --- | --- | --- | --- | --- | --- | --- | --- | --- | --- | ---- | ---- | ---- |
| Like a Rolling Stone (Bob Dylan)                 | 169 | 88  | 195 | 215 | 200 | 110 | 133 | 138 | 100 | 125 | 149 | 174 | 174 | 253 | 233 | 261 | 279 | 345 | 385 | 598 | 643 | 727 | 786 | 1047 | 1094 | 1089 |

1. ↑  Een vetgedrukt getal geeft de hoogste notering aan.